# Lehrbüchermeister

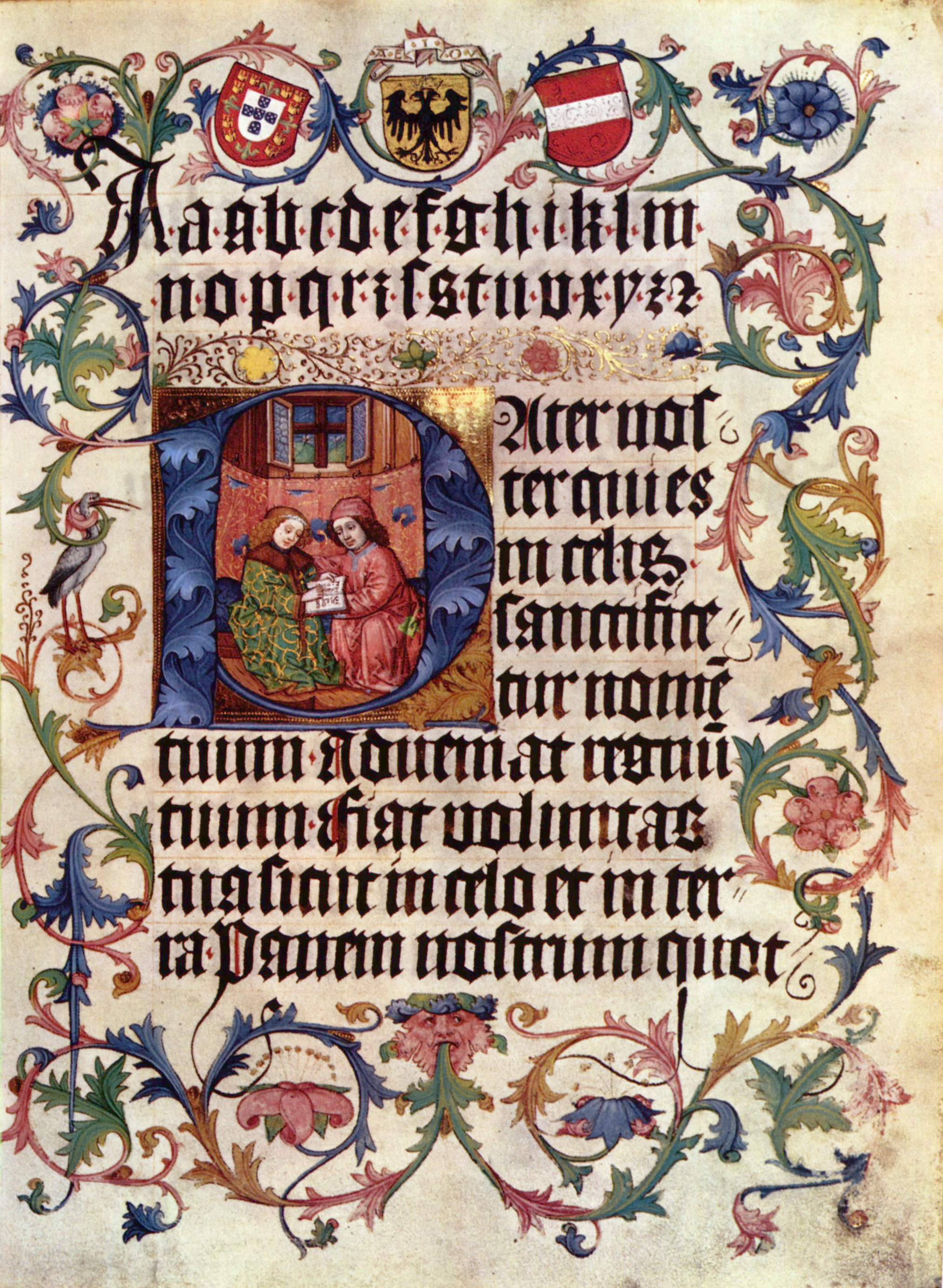
Lehrbüchermeister: Porträt Maximilians neben seinem ersten Lehrer Jakob von Fladnitz. ABC-Lehrbuchs Kaiser Maximilians, Wien, um 1465

Als Lehrbüchermeister wird ein Wiener Buchmaler der zweiten Hälfte des 15. Jahrhunderts bezeichnet. Er arbeitete überwiegend für den Hof Kaiser Friedrich III. Seinen Namen erhielt er nach den von ihm für den zukünftigen Kaiser Maximilian I. geschaffenen drei Lehrbüchern. Ihm werden etwa sechzig Handschriften zugeschrieben.

## Werke

### ABC-Lehrbuch für Kaiser Maximilian I.
Das ABC-Lehrbuch des zukünftigen Kaisers Maximilian befindet sich heute in der Österreichischen Nationalbibliothek.

#### Entstehung und Stiftung
Maximilian wurde am 22. März 1459 in der Wiener Neustadt geboren, das ABC-Schulbuch des Lehrbüchermeisters entstand um 1465 für den damals sechs Jahre alten Knaben. Das prachtvolle Schulbuch wurde ihm von dem wohlhabenden Wiener Bürger Stephan Heuner geschenkt. In einer im Spätmittelalter typischen Buchherstellung wurde der Text wohl von einigen ausgewählten Schreibern in Kanzleien und Klöstern der Umgebung Wiens erstellt und dann dem Lehrbüchermeister zur Ausmalung übergeben. Dem Meister hat der Stifter danach auch noch die Ausmalung der zwei weiteren Handschriften für die Ausbildung des zukünftigen Kaisers in Auftrag gegeben. Das Wappen des Stifters ist in den Büchern abgebildet und sollte somit wohl bereits das Kind dezent an die Hilfe des Stifters erinnern.

#### Inhalt
Das ABC-Schulbuch umfasst 54 kleinformatige Seiten. Es lehrt darin das Alphabet, lateinische Grundgebete (wie das Pater noster und Ave Maria) und andere christliche Gebete, des Weiteren Merkverse. Es enthält 14 Miniaturen, die in Initialbuchstaben eingemalte Szenen darstellen. Zu Beginn ist zum Text des Vaterunsers ein Porträt des Knaben Maximilian neben seinem Lehrer gemalt. Weiter ist das Werk am Rand fast durchgehend mit sekundärem Buchschmuck wie Blatt- und Rankenwerk bemalt, darin tummeln sich zahlreiche Tiere und Fabelwesen. Auch die großen Buchstaben zum Erlernen des ABC sind prachtvoll ausgestaltet und vergoldet.
Das Werk der Spätgotik wird als eine der kulturhistorisch repräsentativen Handschriften für das letzte Aufblühen der Buchmalerei vor dem vollständigen Siegeszug der Druckkunst angesehen.